# José Felipe Ferrer y Racaj
José Felipe Ferrer y Racaj(Ejea de los Caballeros, Zaragoza, 1749 - San Juan de la Peña, 1813), fue un historiador y abad de San Juan de la Peña de 1799 a 1813, tras haber sido previamente prior de Latiesas (1790). Estudió bachillerato y se licenció en la Universidad de Irache hacia 1791. Llegó a ser académico de la Historia el 5 de diciembre de 1794. Murió en 1813.

## Idea de Exea
Se publicó en Pamplona su Idea de Exea. Compendio histórico de la Muy Noble, y Leal Villa de Exea de los Caballeros en el año 1790. Recientemente, se ha reeditado la misma añadiendo una semblanza sobre el autor Gracias a esta obra fue nombrado Cronista Oficial de la Villa de Ejea de los Caballeros. Se trata de unaa crónica al estilo del siglo XVIII que recorre históricamente lo acaecido desde la fundación de la villa (en tiempos de los cartagineses) hasta sus días. No olvida mencionar a algunos de los hijos ilustres de la localidad. La obra consta de 240 páginas con un prefacio en XVI páginas en los que expone los motivos habidos para su redacción

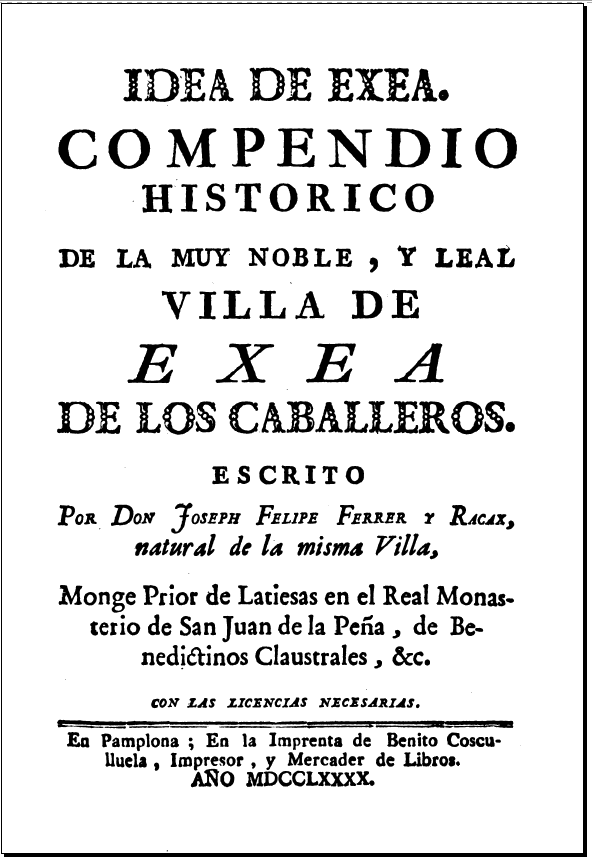
Idea de Exea, crónica de José Felipe Ferrer y Racaj, escrita en 1790, y centrada en la villa de Ejea de los Caballeros-